# Vršovský potok
Vršovský potok je menší vodní tok v Železných horách, pravostranný přítok Chrudimky v okrese Chrudim v Pardubickém kraji. Délka toku měří 1 km.

## Průběh toku
Potok pramení pod vrchem Na Vrších (590 m) na okraji PR Vršovská olšina severovýchodně od Vršova, části obce Horní Bradlo, v nadmořské výšce 557 metrů a teče jižním směrem. Potok protéká Vršovem a podtéká silnici II/343. Vršovský potok se v chatové oblasti jižně od Vršova zprava vlévá do Chrudimky v nadmořské výšce 344 metrů.